# Саліх ібн Абд аль-Мухсін
Саліх ібн Абд аль-Мухсін (араб. صالح بن عبد المحسن آل علي; д/н] — 1834) — 2-й емір Джебель-Шаммара у 1818—1834 роках.

## Життєпис
Походив з роду Аль-Алі. Син Абд аль-Мухсіна ібн Мухаммеда, 10-го шейха Аль-Алі. Про молоді роки відомостей обмаль. 1818 року після загибелі брата — еміра Мухаммеда очолив Джебель-Шамммар. Втім визнав зверхність Османської імперії та фактично був підвладним єгипетському хедиву Мухаммеду Алі, охороняючи кордон в районі Сирії та каравани з Багдаду до Медини і Мекки від нападів бедуїнів.
Наприкінці 1820 року проти нього виступили брати Абдаллах і Убайд з роду Аль-Рашид, що підбурювали бедуїнів. Втім Саліх переміг повсталих, а Аль-Рашиди втекли спочатку до Багдау, а потім до Ер-Ріяду. За цим емір Джебель-Шаммара зберігав мир з мамлюками Багдаду і Басри та вірність Єгипту. номінально визнаючи владу османського султана.
1834 року проти нього виступив Фейсал I ібн Турки, емір Неджда, що вирішив підтримати свого друга Абдалла ібн Алі Аль-Рашида. Саліх зазнав поразки й залишив Хаїль, втім продовжив спротив, неодноразово звертався по допомогу до османського валі в Іраку Алі Різи-паши, але той вимушен був боротися з шиїтським повстанням. Зрештою наприкінці 1834 року Саліха було вбито загоном Убайда, брата Абдаллах Аль-Рашида.